# New Yorker
Den här artikeln handlar om en klädkedja. För tidningen, se The New Yorker.

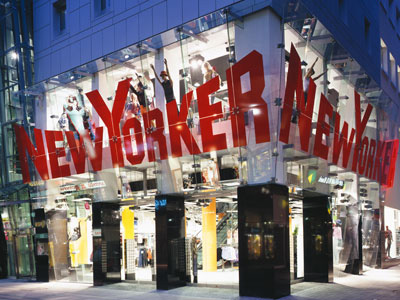
New Yorker, Dortmund.

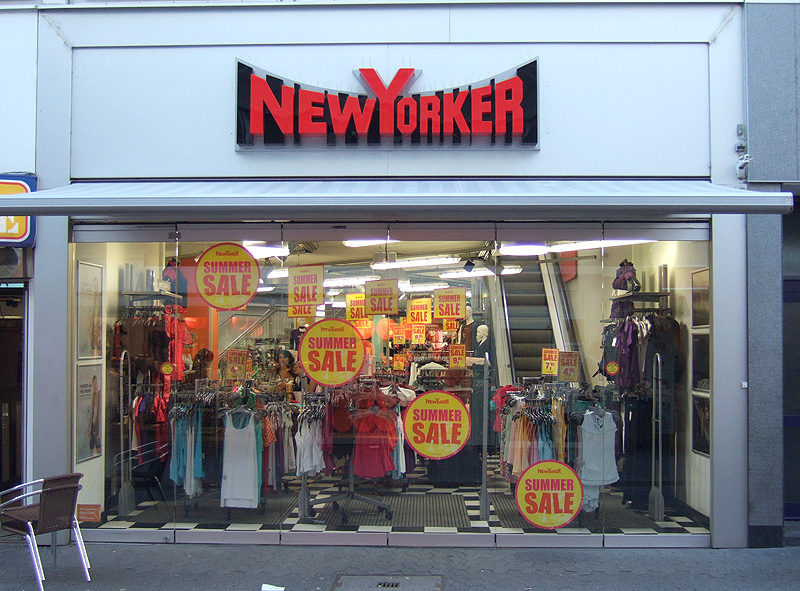
New-Yorker-filial i Mainz.

New Yorker är en tysk modekedja med 1150 butiker i 46 länder, varav ca 20 ligger i Sverige. "Dress for the Moment" är New Yorkers slogan och med de egna varumärkena Fishbone, Smog, Amisu och Fishbone Sister vänder man sig främst till en ung målgrupp. Företaget grundades 1971 i Braunschweig, Tyskland av Herr Friedrich Knapp och har över 10 000 medarbetare. Bland konkurrenterna finner man H&M, Gina Tricot och Bik Bok. New Yorker öppnade sin första svenska butik i Västerås. I Sverige finns New Yorker i Västerås, Helsingborg, Kalmar, Solna, Stockholm, Upplands väsby, Uppsala, Norrköping, Malmö, Löddeköpinge, Strömstad, Göteborg, Jönköping, Borlänge, Växjö, Sundsvall, Linköping, Örebro, Uddevalla, Karlstad, Kristianstad, Eskilstuna, Valbo och Halmstad.

## Länder där New Yorker finns etablerade
- Armenien
- Belgien
- Bosnien och Hercegovina
- Danmark
- Estland
- Finland
- Frankrike
- Kroatien
- Lettland
- Litauen
- Montenegro
- Nederländerna
- Polen
- Rumänien
- Ryssland
- Saudiarabien
- Schweiz
- Serbien
- Slovakien
- Slovenien
- Spanien
- Sverige
- Tjeckien
- Tyskland
- Ungern
- Norge
- Nordmakedonien